# Lorenzo Snow
Lorenzo Snow (3 de abril de 1814-10 de octubre de 1901), religioso y quinto presidente de la Iglesia de Jesucristo de los Santos de los Últimos Días desde 1898 que murió su predecesor Wilford Woodruff en 1898 hasta su muerte en 1901. Como Presidente de la Iglesia de Jesucristo de los Santos de Los Últimos Días se lo considera un profeta, vidente y revelador de Dios con derecho a la revelación en favor de todo el género humano. [cita requerida]
Lorenzo Snow fue el último presidente de la Iglesia del siglo XIX.